# La Religieuse de Monza
Pour les articles homonymes, voir La monaca di Monza.
Pour plus de détails, voir Fiche technique et Distribution.
La Religieuse de Monza  (La monaca di Monza) est un film italien d'Eriprando Visconti, sorti en 1969, d'après le livre Una storia lombarda de Mario Mazzucchelli.

## Synopsis
Virginia De Leyva, mère supérieure d'un couvent de Monza, se voit forcée par l'aumônier Don Arrigoni de donner refuge à Giampaolo Osio, un jeune homme, célèbre pour ses innombrables conquêtes amoureuses, mais néanmoins recherché pour avoir tué un chevalier espagnol en duel. La première rencontre entre les deux, bien qu’abrupte, ne se fait pas sans laisser de trace dans leurs cœurs. Tandis que sœur Virginie tente péniblement de cacher son attirance pour le jeune homme, Giampaolo, le séducteur, arrive à convaincre deux jeunes religieuses pour l'aider à entrer dans la chambre de la mère supérieure. Arrivée sur les lieux, Virginie, bien loin de le rejeter, succombe à ses charmes et devient ainsi son amante. Ce n'est que bien plus tard, lorsque l’idylle « interdite » devient de notoriété publique, qu'elle décide, contrainte par la hiérarchie, de le dénoncer. Toutefois, elle découvre ultérieurement qu'elle est tombée enceinte de l’amant. Prise de sentiments contradictoires, Virginie décide d'aider son amant à s'enfuir. Le scandale est désormais sur toutes les lèvres...

## Fiche technique
- Titre : La Religieuse de Monza
- Titre original : La monaca di Monza
- Réalisateur : Eriprando Visconti
- Scénaristes : Giampiero Bona et Eriprando Visconti
- Dialogues : Edward Bond
- Dates de sortie :
  - Italie : 26 février 1969
  - France : 10 octobre 1969

## Distribution
- Anne Heywood  (VF : Michele Montel) : Virginia de Leyva
- Tino Carraro  (VF : Louis Arbessier) : Monsignor Barrea
- Antonio Sabato : Gianpaolo Osio
- Caterina Boratto : Sœur Francesca Imbersaga
- Giulio Donnini  (VF : Rene Arrieu) : Molteno
- Hardy Kruger  (VF : Roland Menard) : Le père Arrigone

## Autour du film
- Le film est inspiré des péripéties historiques de Marianna de Leyva, devenue Sœur Virginia Maria, connue sous le nom de l'abbesse de Monza ( née à Milan, le 4 décembre 1575 et décédée dans la même ville le  17 janvier 1650. Elle est l'héroïne éponyme, citée par Alessandro Manzoni, dramaturge Italien, dans un de ces plus célèbres livres "Les Fiancés" (I promessi sposi).

- Ce film est souvent cité pour illustrer un courant cinématographique nommé "Nonnesploitation" (de l’anglais nunsploitation, mot-valise formé de nun – sœur ou nonne – et exploitation).